# María Corina Machado Parisca
María Corina Machado Parisca (castellà: María Corina Machado)  (Caracas, 7 d'octubre de 1967) és una política, exdiputada, professora, enginyera industrial veneçolana fundadora del moviment polític Vente Venezuela, co-fundadora de la asociación civil Súmate i integrant, junt amb Antonio Ledezma i Diego Arria, de la plataforma ciutadana Soy Venezuela.
Va ser elegida diputada de l'Assemblea Nacional de Veneçuela per l'estat Miranda, iniciant el seu mandat el gener de 2011, convertint-se en la candidata amb més vots en la història de l'Assemblea Nacional (Parlament de Veneçuela).
El 21 de març de 2014 va acceptar el càrrec de "representant alterna" de Panamà davant l'Organització d'Estats Americans, tres dies més tard el president de l'Assemblea Nacional, Diosdado Cabello, va notificar que Machado havia perdut la seva condició de diputada, de manera automàtica, per una interpretació de violació als articles 149 i 191 de la constitució; aquesta actuació va ser ratificada per les autoritats judicials veneçolanes.

## Biografia
María Corina Machado és la major de les quatre filles de l'empresari de l'acer Henrique Machado Zuloaga, vinculat a l'empresa SIVENSA, i de la psicòloga Corina Parisca Pérez, al seu torn rebesneta de l'escriptor veneçolà Eduardo Blanco i familiar de Armant Zuloaga Blanco (besoncle), qui va morir en una rebel·lió el 1929 contra el dictador Juan Vicente Gómez. Es va casar el 1990 amb Ricardo Sosa Branger, fins 2001, és mare de tres fills.
És llicenciada com Enginyera Industrial diplomada de la Universitat Catòlica Andrés Bello (UCAB) amb un mestratge en Especialització en Finances de l'IESA. Ha estat Professora de la Càtedra de Gerència de Recursos Humans en el Departament d'Enginyeria Industrial de la Universitat Catòlica Andrés Bello i ha format part de les Juntes Directives d'Empreses SIVENSA i de l'Associació SINERGIA.

## Activisme
El 1992 comença Fundación Atenea, una fundació que serveix mitjançant donacions privades per a la cura de nens orfes i/o delinqüents dels carrers de Caracas; també es va exercir com a presidenta de la Fundación Oportunitas. Després de treballar en la indústria de l'automòbil a Valencia es va traslladar el 1993 a Caracas. Pel seu paper posterior a Súmate, Machado va deixar les bases perquè no fos polititzada.

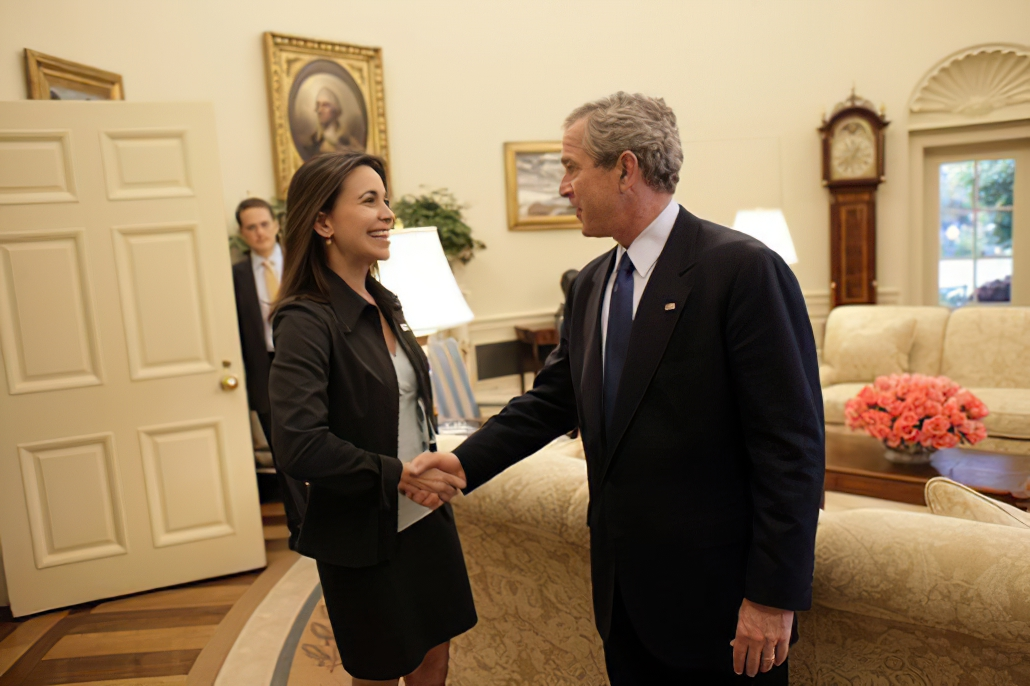
El president George W. Bush donant-li la benvinguda al Despatx Oval de la Casa Blanca (2005)

El president estatunidenc George W. Bush va rebre Machado al Despatx Oval el 31 de maig de 2005. El mateix Bush va manifestar, segons Machado, que «estava molt interessat a conèixer la perspectiva de la societat civil quant als valors democràtics i la difusió de la democràcia, especialment a Veneçuela». Davant la notícia de la visita, el Govern d'Hugo Chávez va expressar que «la reunió tot sol durant més de 50 minuts, posa en evidència les profundes vinculacions de la dreta veneçolana amb el govern estatunidenc». Alguns portaveus com el ministre de Relacions Exteriors de Veneçuela qui va anomenar a aquesta reunió «una provocació», mentre que el ministre de l'Interior i Justícia va qualificar Machado de ser una «marioneta de la CIA».
En el 2004, emparada sota la Constitució de Veneçuela, Súmate va convocar a un referèndum nacional aconseguint recol·lectar uns 3 milions de signatures equivalents a una quarta part de l'electorat nacional de llavors. Per la seva participació en aquesta organització, el govern d'Hugo Chávez li va imposar una prohibició de sortida del país per tres anys i acusacions per conspiració i traïció a la pàtria.

## Carrera política

### Tasca com a Diputada
L'11 de febrer de 2010, Machado renuncià a la presidencia de Súmate, 7 dies després es va postular com a candidata a l'Assemblea Nacional de Veneçuela i va obtenir l'escó amb 235.259 (85,28%) vots, la diputada electa amb major quantitat de vots arreu del país en les eleccions parlamentàries de Veneçuela de 2010 el 26 de setembre de 2010 por el Circuito N.° 2 del Estado Miranda.
El març de 2014 va ser separada del seu càrrec com a diputada, per la suposada violació flagrant als articles 149 i 191 de la Constitució de Veneçuela de 1999, després d'haver acceptat el càrrec de "ambaixadora alterna" de Panamà davant l'Organització d'Estats Americans; el seu suplent, Ricardo Sánchez, assumí l'escó. Machado anuncià al seu compte de titter que continuava sent diputada «mentre el poble de Veneçuela així ho vulgui». L'oficialisme ha manifestat el seu interès en què Machado sigui jutjada per «traïció a la pàtria».
El 31 de març el Tribunal Suprem de Justícia de Veneçuela va ratificar l'anunciat per l'Assemblea Nacional quant a la pèrdua de la seva condició de diputada. La sentència del TSJ es basa en el qual es preveu en els articles 191 i 197 de la Constitució de la República.

### Precandidatura presidencial

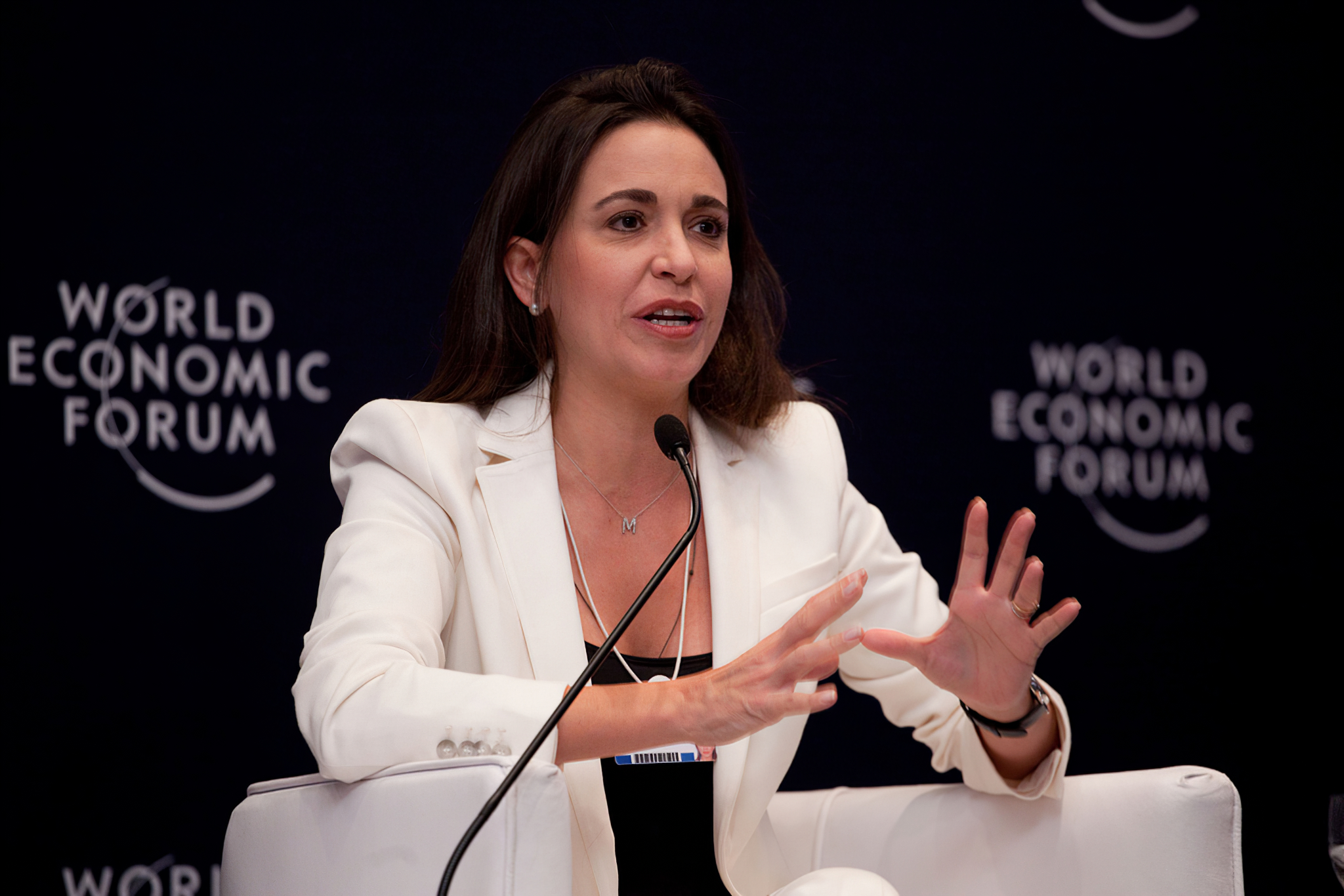
Machado en l'assemblea del Fòrum Econòmic Mundial de 2011 a Rio de Janeiro, el Brasil.

El 17 de juliol de 2011, Machado va realitzar la seva postulació a les Eleccions primàries de la Mesa de la Unidad Democrática a la presidència de Veneçuela del 12 de febrer de 2012. La participació de María Corina Machado a les primàries de la Mesa de la Unidad Democrática va aixecar diversa polèmica. La precandidata ha revelat el seu pla de govern al voltant de la teoria del denominat «capitalisme popular» que es basa en el rescat moral de l'individu, a través del respecte a la propietat privada, la disminució de l'aparell burocràtic i la no intervenció estatal en l'economia.
Machado va obtenir 110,420 vots, equivalents al 3% de l'escrutini.

### Manifestacions de 2014

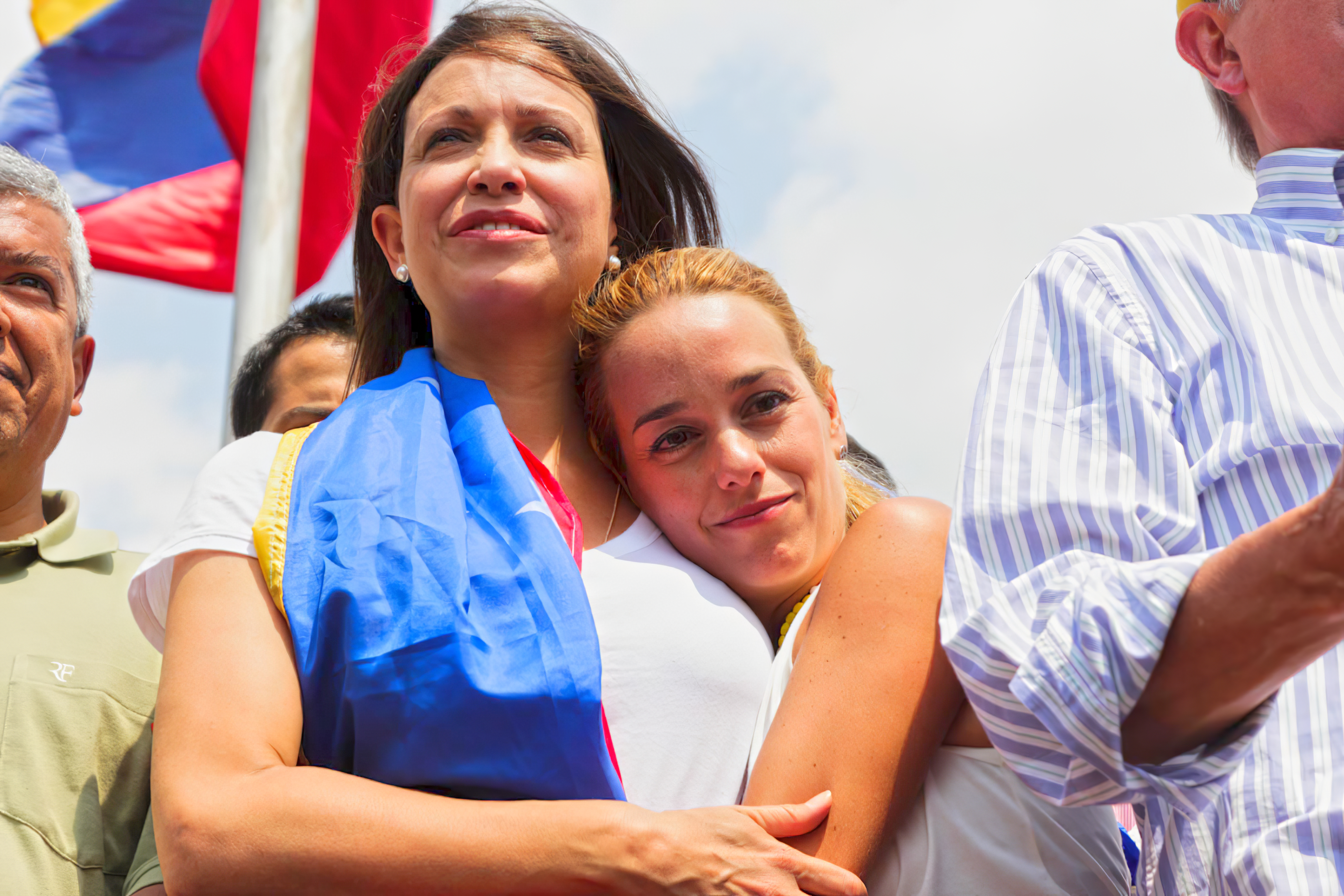
María Corina Machado i Lilian Tintori en una reunió de l'oposició en 2014.

Machado va ser una de la cares visibles de l'oposició veneçolana en les manifestacions posteriors al 12 de febrer de 2014 denominades com La Salida, després de la detenció de Leopoldo López en una presó militar i la seva submissió al codi de justícia militar imputat sota els càrrecs de «delictes d'associació per a delinquir», «instigació a delinquir», «intimidació pública», «incendi a edifici públic», «danys a la propietat pública», «lesions greus», «homicidi» i «terrorisme».
Machado va respondre a les acusacions judicials formulades contra ella dient, "En dictadura, mentre més feble estigui el règim, major serà la repressió". Després de la seva retirada el 21 de març, Machado, juntament amb els partidaris, es va iniciar una marxa l'1 d'abril cap al centre de Caracas en protesta contra l'expulsió de Machado, on Machado va intentar tornar al seu seient a l'Assemblea Nacional. Als manifestants se li va impedir la sortida per part de la Guàrdia Nacional, que els va dispersar amb gasos lacrimògens.

### Acusacions en contra seu
El 28 de maig de 2014, un alt càrrec del govern veneçolà, Jorge Rodríguez, va presentar evidències d'una suposada conspiració duta a terme per polítics de l'oposició, incloent Maria Corina Machado, amb la finalitat d'enderrocar al govern veneçolà. Les proves presentades van ser suposats emails des de comptes de Google enviats per Corina Machado i Pedro Burelli. Burelli va afirmar que aquests correus van ser falsificats pel SEBIN, mostrant els que ell afirmava que eren els veritables correus.
El 4 de juny, la fiscal general de Veneçuela, Luisa Ortega Díaz, va ordenar comparèixer María Corina Machado juntament amb Diego Arria, Pedro Burelli i Ricardo Koesling; una setmana després, l'11 de juny, es van emetre ordres d'arrest. Setmanes després, Burelli va contractar Kivu, una agència de ciberseguretat americana. Aquesta agència va afirmar després d'estudiar els emails que "no es va trobar evidència de l'existència de cap email entre el compte de Google de Pedro Burelli i els supòsits destinataris", que va al·legar que els correus presentats pel govern veneçolà tenien "diversos indicadors de manipulació d'usuari" i que "oficials veneçolans van usar emails falsos per a acusar opositors d'intentar assassinar al president Nicolás Maduro".
Tanmateix, mesos més tard, la fiscalia veneçolana va decidir continuar amb el cas el 26 de novembre de 2014 afirmant que Machado havia de ser formalment imputada el 3 de desembre. Machado i altres van al·legar que les acusacions eren falses i van afirmar ser utilitzats pel govern com a distracció dels problemes econòmics i les enquestes que mostraven l'aprovació del president Maduro rondant el 30%.

### Actualitat
Machado ha convocat als ciutadans a la lluita "no violenta", promocionant la "desobediència cívica" com la solució a la sortida del govern de Nicolás Maduro, al qual la mateixa qualifica com "dictadura militarista", que va denunciar des de març del 2014 en Sessió Ordinària de l'OEA, on va exposar casos de violació als Drets Humans resultat de les manifestacions a Veneçuela durant aquest any “es registren més de 1.700 detencions, més de 500 ferits, 34 assassinats, 59 denúncies de tortura (joves ruixats amb gasolina, copejats fins a desmaiar-se, objecte de descàrregues elèctriques i un violat), 200 detencions a periodistes i agressions a comunicadors socials estrangers”.

L'inici del parlament va indicar un abans i un després per a l'oposició, Machado va recolzar l'exercici dels diputats mentre va continuar la seva crida als "carrers" aquesta vegada, dignificant la figura de la dona, "Las Resteadas", mobilització pel descontentament davant la suspensió de la segona fase del referèndum revocatori a realitzar en 2016, anul·lades pel Tribunal Suprem de Justícia, sota l'acusació de frau. "La falta de recol·lecció d'aquest percentatge en qualsevol de les regions del país, faria invalida la convocatòria del referèndum revocatori presidencial', va sentenciar el TSJ en el seu comunicat oficial.
El dilluns 14 de maig de 2018, María Corina Machado va protagonitzar una trobada en el Pont internacional Simón Bolívar, exactament en la línia fronterera entre Veneçuela i Colòmbia. del costat veneçolà estava ella acompanyada de diversos integrants del seu equip polític i del costat colombià van estar els expresidents Álvaro Uribe Vélez i Andrés Pastrana Arango, juntament amb les senadores Paola Hoguín i Marta Lucía Ramírez, aleshores candidata a la vicepresidència de Colòmbia. Amb la barrera fronterera al mig, van sostenir una trobada on van discutir sobre les llibertats, la democràcia i el futur d'ambdós països. Allí Machado va dir “Ens comprometem, homes i dones, colombianes i veneçolanes, a convertir aquest Puente Internacional Simón Bolívar en l'instrument de la reunificació de dues nacions perquè visquin en pau i en llibertat”. Així mateix, van lliurar un text que ressalta la cooperació entre tots dos països, criticant al govern de Nicolás Maduro, Machado va ressaltar que a Amèrica Llatina no hi ha "lloc per a tiranies socialistes". Posteriorment, el 5 de juliol, es va reunir en el mateix lloc amb Iván Duque, llavors candidat a la presidència de Colòmbia.
El 23 de juliol de 2018, durant una protestes de metges a Caracas, van rebutjar la presència de María Corina en la protesta, indicant que no volen polititzar la manifestació. La presidència del Col·legi d'Infermeres de Caracas, va manifestar el desacord de l'organització en l'arribada de Machado.

### Agressions físiques
En una sessió de l'Assemblea Nacional, els diputats de la bancada opositora, van aixecar una pancarta que deia: "Cop al parlament". El president de l'Assemblea, Diosdado Cabello; els va negar el dret de paraula perquè no reconeixien Nicolás Maduro com a president. En aquest instant, diputats van agredir alguns dels presents, resultant ferits María Corina Machado, Julio Borges, i uns altres 13 diputats. Malgrat l'atac, María Corina Machado va ratificar que no abandonaria el parlament.
El 24 d'octubre de 2018, durant un esdeveniment dut a terme per l'equip de Vente, a Upata, Estat Bolívar, un grup d'afectes al govern de Nicolás Maduro, va arremetre contra Machado i els seus acompanyants, això suposadament organitzat per l'alcaldessa de Municipio Piar, Yulisbeth García. El grup oficialista era armat amb pedres i pals, i aconseguiren endur-se alguns dels equips de so i les pertinences d'alguns dels assistents.

## Reconeixements
Machado fou aclamada per National Review en 2006 com "la millor de les dones i dels temps difícils que enfronten moltes dones a tot el món" en una llista de les dones que el món ha de conèixer per al Dia Internacional de la Dona.
En 2009, Machado va ser elegida entre 900 candidats com un de 15 acceptades del Yale World Fellows Program. El programa de la Universitat Yale apunta construir una xarxa global de líders emergents i ampliar l'enteniment internacional a tot el món. "Cadascuna de les 15 ha demostrat una destacada trajectòria d'assoliment i un potencial il·limitat per a l'èxit futur", va dir el director del Programa, Michael Cappello. En el comunicat de premsa del Programa Mundial de Yale Fellows comenta que "Machado es dedica a la defensa de les institucions democràtiques i les llibertats civils a través de Súmate, organisme de control principal de la nació per a la transparència electoral."
El 19 de novembre de 2018, va figurar en una llista de la British Broadcasting Corporation (BBC) com una de les 100 dones més influents del 2018, al costat de Valentina Quintero.

## Premis
- Premi Libertad Cortes de Cádiz, en 2015, atorgat per l'Ajuntament de Cadis.[67][68]
- Premi Charles T. Manatt per la Democràcia, 1 d'octubre de 2014, atorgat per Fundació Internacional per a Sistemes Electorals (IFES)